# برایت ادوموونی
 برایت اوساگی اِدوموونی (زاده ۲۴ ژوئیه ۱۹۹۴)، بازیکن فوتبال اهل نیجریه است که در نقش مهاجم برای آستریا وین بازی می‌کند. 

## دوران باشگاهی
در ۹ مه ۲۰۱۸، اشتورم گراتس با حضور او توانست ردبول سالزبورگ را در وقت اضافه شکست دهد و قهرمان جام حذفی اتریش در فصل ۲۰۱۷-۱۸ شود. 

## افتخارات
اشتورم گراتس
- جام حذفی فوتبال اتریش: ۲۰۱۷–۱۸ [۲]